# Neuberg an der Mürz
Neuberg an der Mürz är en kommun  i Österrike. Den ligger i distriktet Bruck-Mürzzuschlag i förbundslandet Steiermark.
Kommunen består av 22 orter (Ortschaften) (inom parentes invånarantal 1 januari 2024):

- Alpl (490)
- Altenberg (259)
- Arzbach (69)
- Dobrein (72)
- Dorf (240)
- Dürrenthal (9)
- Frein an der Mürz (35)
- Greith (28)
- Kaltenbach (2)
- Kapellen (406)
- Krampen (105)
- Lanau (45)
- Lechen (63)
- Mürzsteg (146)
- Neudörfl (81)
- Niederalpl (10)
- Raxen (45)
- Scheiterboden (38)
- Steinalpl (5)
- Stojen (135)
- Tebrin (4)
- Veitschbach (14)

Kommunen fick sin nuvarande form den 1 januari 2015 genom en sammanslagning av kommunerna Altenberg an der Rax, Kapellen, Mürzsteg och Neuberg an der Mürz.
De tre orterna Alpl, Dorf och Neudörfl bildar tillsammans orten Neuberg an der Mürz.